# Осорно (провінція)
Провінція Осорно  (ісп. Provincia de Osorno) — провінція в Чилі у складі регіону Лос-Лагос.
Включає 7 комун.
Територія — 9224 км². Населення — 234122 осіб (2017). Щільність населення — 25.38 чол./км².
Адміністративний центр - Осорно.

## Географія
Провінція розташована на півночі регіону Лос-Лагос.
Провінція межує:
- на півночі — провінція Ранко
- на сході — провінція Неукен (Аргентина)
- Півдні — провінція Ллянкіуе
- на заході — Тихий океан

## Адміністративний поділ
Провінція включає 7 комун:
- Осорно. Адмін.центр — Осорно.
- Пуерто-Октай. Адмін.центр - Пуерто-Октай.
- Пурранке. Адмін.центр — Пурранке.
- Пуєуе. Адмін.центр - Ентре-Лагос.
- Ріо-Негро. Адмін.центр — Ріо-Негро.
- Сан-Пабло. Адмін.центр - Сан-Пабло.
- Сан-Хуан-де-ла-Коста. Адмін.центр - Сан-Хуан-де-ла-Коста.